# Calisoga theveneti
Espèce
Synonymes
- Brachythele theveneti Simon, 1891

Calisoga theveneti est une espèce d'araignées mygalomorphes de la famille des Nemesiidae.

## Distribution
Cette espèce est endémique de Californie aux États-Unis,. Elle se rencontre dans le comté de Mariposa vers Mariposa.

## Description
Les mâles mesurent de 10 à 12 mm.

## Systématique et taxinomie
Cette espèce a été décrite sous le protonyme Brachythele theveneti par Simon en 1891. Elle est placée dans le genre Calisoga par Raven en 1985.

## Étymologie
Cette espèce est nommée en l'honneur de Jules Thevenet (1826–1875).

## Publication originale
- Simon, 1891 : Études arachnologiques. 23e Mémoire. XXXVIII. Descriptions d'espèces et de genres nouveaux de la famille des Aviculariidae. Annales de la Société entomologique de France, vol. 60, p. 300-312 (texte intégral).